# Petro Łoza
Petro Łoza C.Ss.R., ukr. Петро Лоза (ur. 3 czerwca 1979 w Kłodzienku) – ukraiński biskup katolicki Ukraińskiego Kościoła Greckokatolickiego, w latach 2018–2024 eparcha pomocniczy sokalsko-żółkiewski, a następnie eparcha tej diecezji od 2024.

## Życiorys
26 sierpnia 2007 przyjął chirotonię kapłańską jako członek zgromadzenia Najśw. Odkupiciela. Pracował duszpastersko w zakonnych parafiach, a w latach 2011–2014 był też radnym prowincjalnym.
Został wybrany biskupem pomocniczym eparchii sokalsko-żółkiewskiej. 12 kwietnia 2018 papież Franciszek zatwierdził ten wybór i nadał mu stolicę tytularną Panium.
12 lipca 2018 przyjął chirotonię biskupią w soborze katedralnym ss. Piotra i Pawła w Sokalu, z rąk arcybiskupa większego Światosława Szewczuka. Współkonsekratorami byli abp Ihor Woźniak i bp Mychajło Kołtun.
Synod biskupów Ukraińskiego Kościoła Greckokatolickiego wybrał go biskupa sokalsko-żółkiewskiego. 17 października 2024 papież Franciszek zatwierdził ten wybór.